# Stictopisthus carinatus
Stictopisthus carinatus är en stekelart som beskrevs av Dasch 1974. Stictopisthus carinatus ingår i släktet Stictopisthus och familjen brokparasitsteklar. Inga underarter finns listade i Catalogue of Life.